# Кьюбитт, Джордж, 1-й барон Эшкомб
Джордж Кьюбитт (англ. George Cubitt; 4 июня 1828 — 26 февраля 1917) — британский политик, 1-й барон Эшкомб с 1892 года. До получения титула заседал в Палате общин как представитель Западного Суррея (1860—1885) и Эпсома (1885—1892). Предок королевы Камиллы, жены Карла III.

## Биография
Роланд Кьюбитт родился в 1828 году в семье архитектора Томаса Кьюбитта и его жены Мэри Энн Уорнер. Он учился в Тринити-колледже в Кембридже, где получил степень бакалавра искусств, а позже — степень мастера искусств. В 1860 году Кьюбитт впервые был избран депутатом Палаты общин как представитель Западного Суррея. Он непрерывно заседал в нижней палате от этого региона до 1885 года, а затем избирался от Эпсома. В 1892 году Кьюбитт получил титул барона Эшкомба и перешёл в Палату лордов. С 1880 года он был членом Тайного совета. Кроме того, барон был почётным полковником в 5-м батальоне королевского западносуррейского полка, депутатом-лейтенантом Суррея и Мидлсекса.
14 июня 1853 года Кьюбитт женился на Лауре Джойс, дочери Джеймса Джойса, викария. В этом браке родились:
- Джеффри (1854—1855)[2];
- Томас (1859—1865)[2];
- Генри (1867—1947), 2-й барон Эшкомб[4] (его внучка Розалинд Кьюбитт стала женой Брюса Шанда и матерью Камиллы, жены короля Карла III);
- Хелен (умерла в 1939)[3];
- Мэри (умерла в 1944), жена Эдуарда Чичестера[3];
- Аделаида (умерла в 1922), жена Ричарда Фуллер-Мейтланда[3];
- Милдред (умерла в 1930), жена Джорджа Таллентса[3];
- Мейбл (умерла в 1865)[3];
- Беатрис (умерла в 1963), жена Уильяма Калверта[3][5].